# Twierdzenie Cooka
Twierdzenie Cooka-Levina – jedno z najważniejszych twierdzeń teorii złożoności obliczeniowej. Podaje ono pierwszy znany problem NP-zupełny. Od momentu jego udowodnienia można było stosować transformacje wielomianowe do dowodzenia NP-zupełności innych problemów decyzyjnych.

## Teza
Problem spełnialności formuł logicznych jest problemem NP-zupełnym.